# Cheilanthes involuta
Cheilanthes involuta är en kantbräkenväxtart som först beskrevs av Olof Peter Swartz, och fick sitt nu gällande namn av Schelpe och N.C. Anthony. Cheilanthes involuta ingår i släktet Cheilanthes och familjen Pteridaceae. Utöver nominatformen finns också underarten C. i. obscura.